# Несмит, Александр
Александр Несмит (собственно: Нэсмит; англ. Alexander Nasmyth; 9 сентября 1758[…], Эдинбург — 10 апреля 1840[…], Эдинбург) — британский шотландский художник, отец инженера и изобретателя Джеймса Несмита (1808—1890) и художника Патрика Несмита (1787—1831).

## Биография
Александр Несмит родился в 1758 году в Эдинбурге и там же учился в Королевской школе Эдинбурга и Эдинбургской художественной школе. В возрасте 16 лет отправился в Лондон, где поступил в ученики к портретисту Аллану Рэмзи. Спустя четыре года, в двадцать лет, вернулся в Эдинбург, где начал работать в качестве портретиста. В 1782 году, на средства эдинбургского мецената Патрика Миллера, на два года уехал в Италию, где познакомился, в частности, с творчеством Клода Лоррена и заинтересовался пейзажем.
После возвращения в Шотландию, Несмит писал пейзажи, однако нередко обращался и к портрету. Он, в частности, создал портрет поэта Роберт Бёрнса, с которым дружил. На своих пейзажах Несмит изображал реальные виды  Шотландии, а не абстрактные идеализированные ландшафты, что было относительным новшеством для того времени. Интересно, что некоторые работы были написаны, чтобы проиллюстрировать, как будут выглядеть на местности здания, запланированные к строительству: например, пейзаж «Инверари с моря», был написан Несмитом по заказу герцога Аргайла и изображал место, где планировалось строительство маяка.
В Эдинбурге, аристократия и купечество которого интересовались новыми веяниями в искусстве, а количество профессиональных художников было невелико, деятельность Несмита была чрезвычайно разнообразной. Он писал декорации для театров, работал как архитектор, спроектировав, по крайней мере, три моста, и декоративную ротонду над колодцем в античном вкусе у реки Лейт в Эдинбурге, сохранившуюся до настоящего времени; участвовал в работе над проектом первого в мире работоспособного парохода, представлял, по заказу городского магистрата, свои предложения по расширению города.
Кроме того, в своей мастерской в Эдинбурге Несмит имел многочисленных учеников, среди которых были Дэвид Уилки, Дэвид Робертс и Кларксон Стэнфилд.
При этом Несмит был известен своими либеральными взглядами в такой степени, что уже к концу 1780-х годов они стали пугать эдинбургскую аристократию, а в 1790-е годы на фоне событий Французской революции, Несмит вынужден был отказаться от написания портретов, так как заказчики, обеспокоенные неблагонадёжностью художника, исчезли почти совсем. Это, однако, не особенно помешало карьере художника.
Скончался Александр Несмит у себя дома в Эдинбурге в 1840 году, оставив по себе память, как об одном из ключевых деятелей шотландского искусства своего времени.

## Галерея

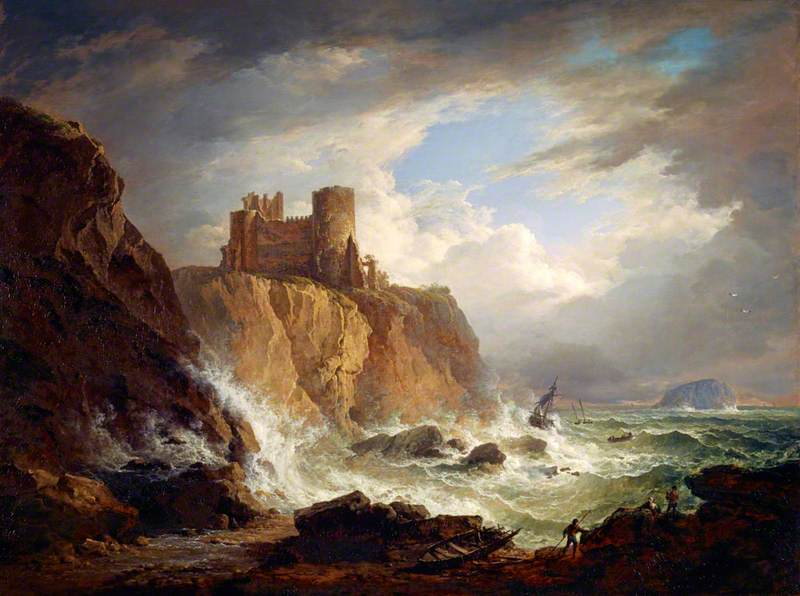
Вид замка Танталлон. Национальная галерея Шотландии (НГШ), Эдинбург.
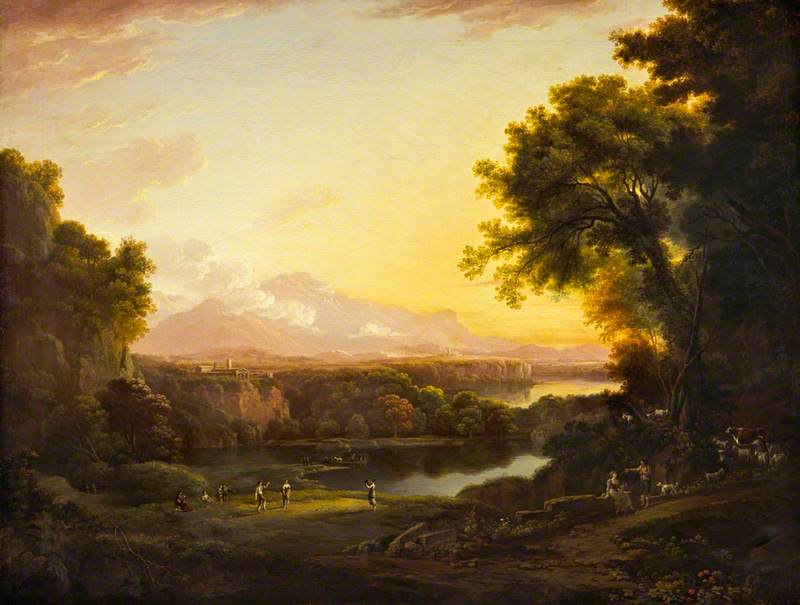
Вид Тиволи, НГШ
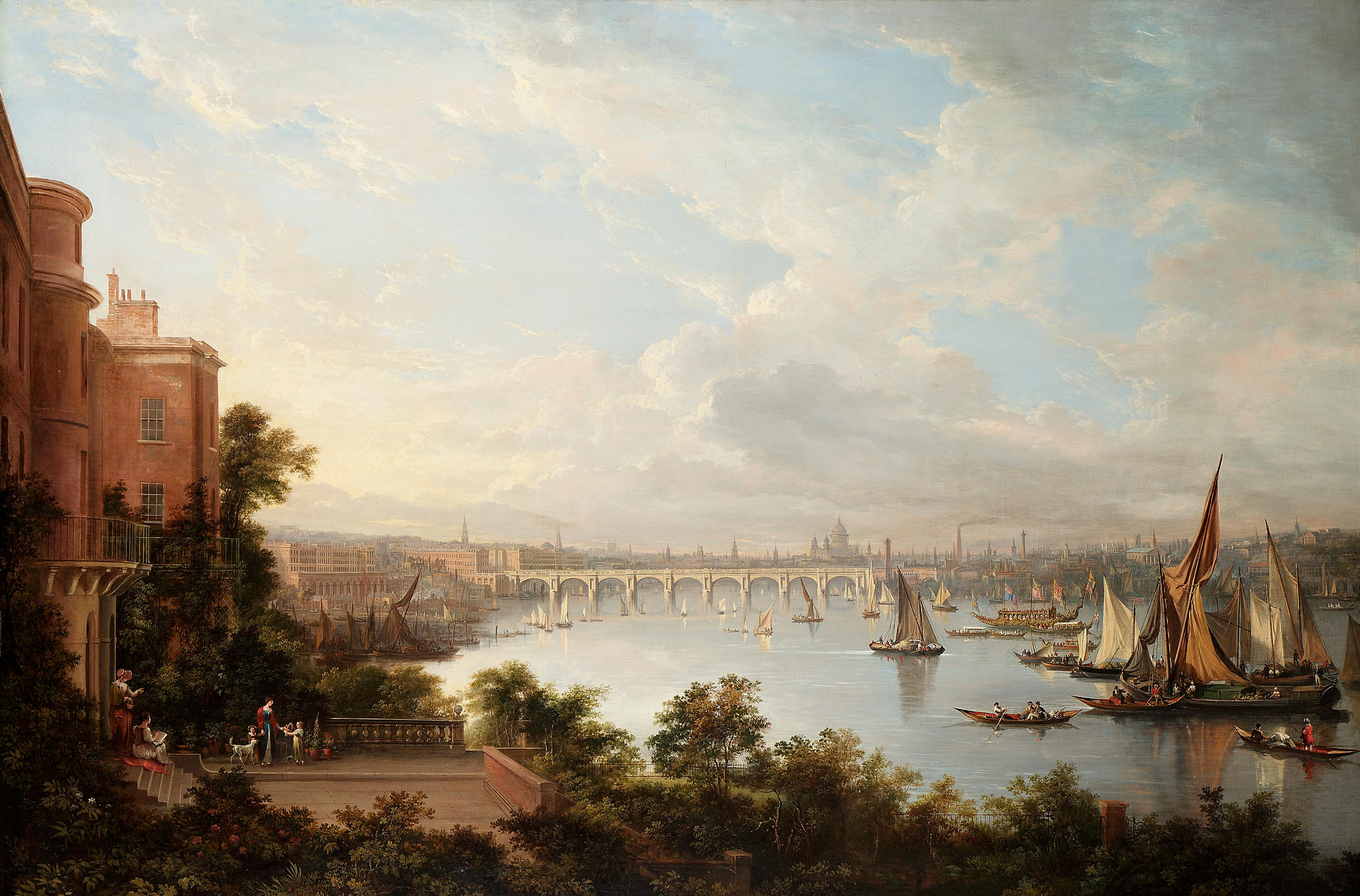
Вид Темзы в Лондоне с собором Святого Павла. Частное собрание.
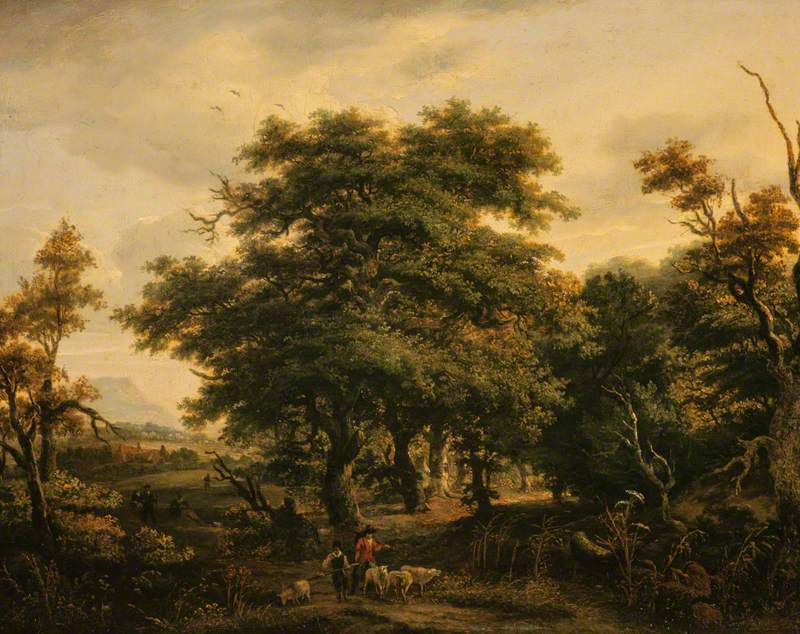
Лесной пейзаж с отарой и пастухами, НГШ.
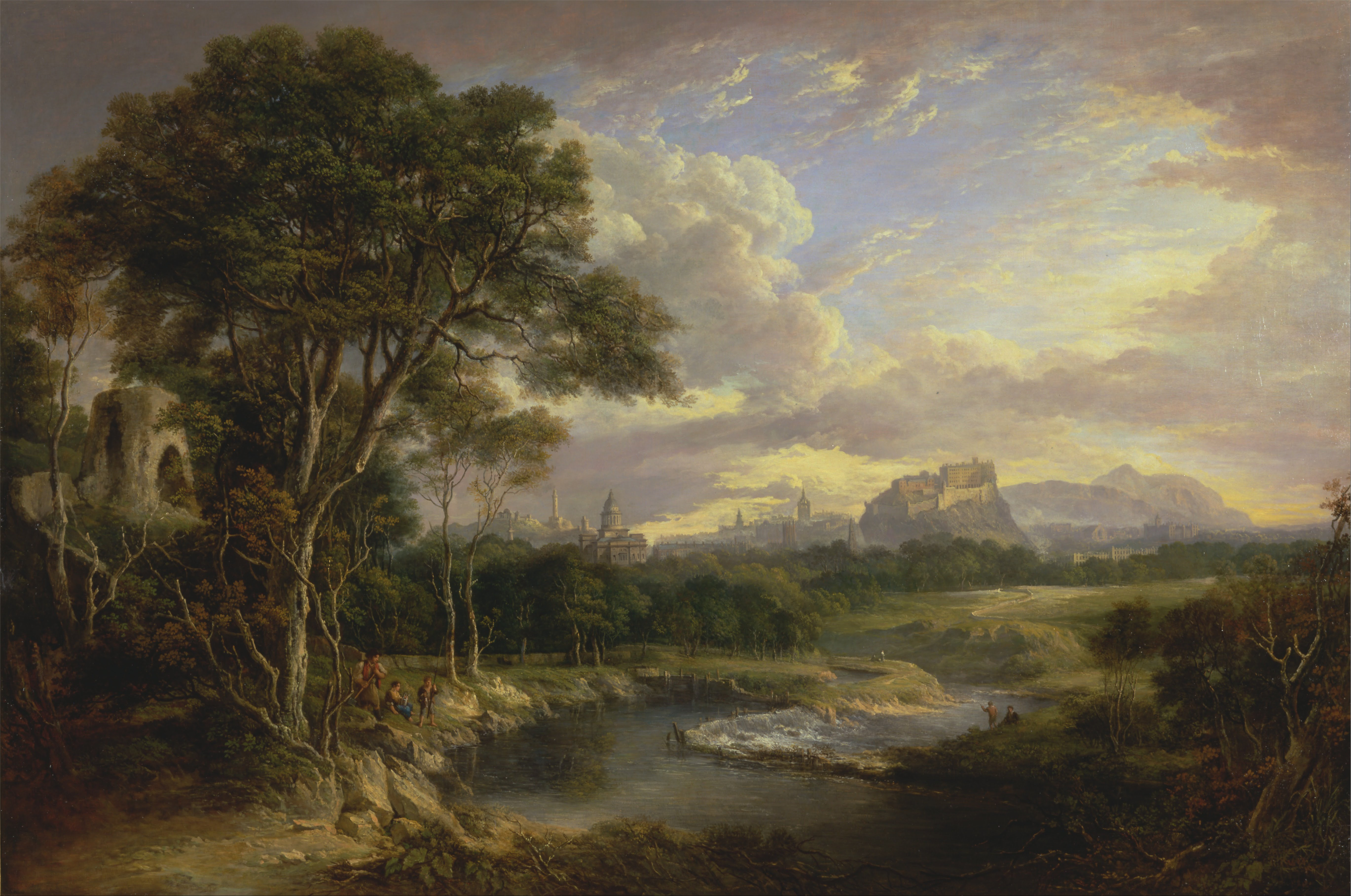
Вид на Эдинбург из окрестностей города, Йельский центр британского искусства.
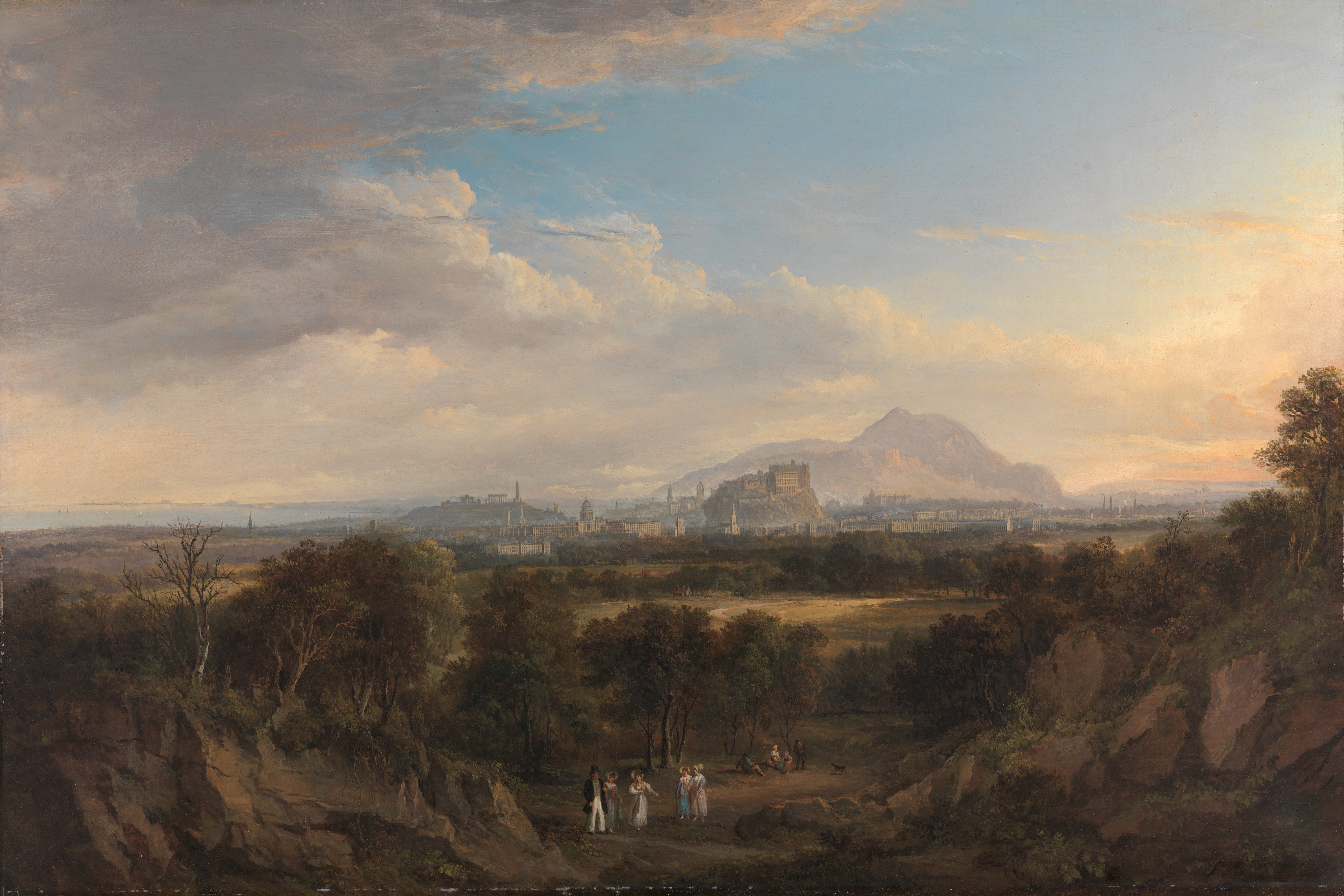
Вид на Эдинбург с западной стороны, Йельский центр британского искусства.
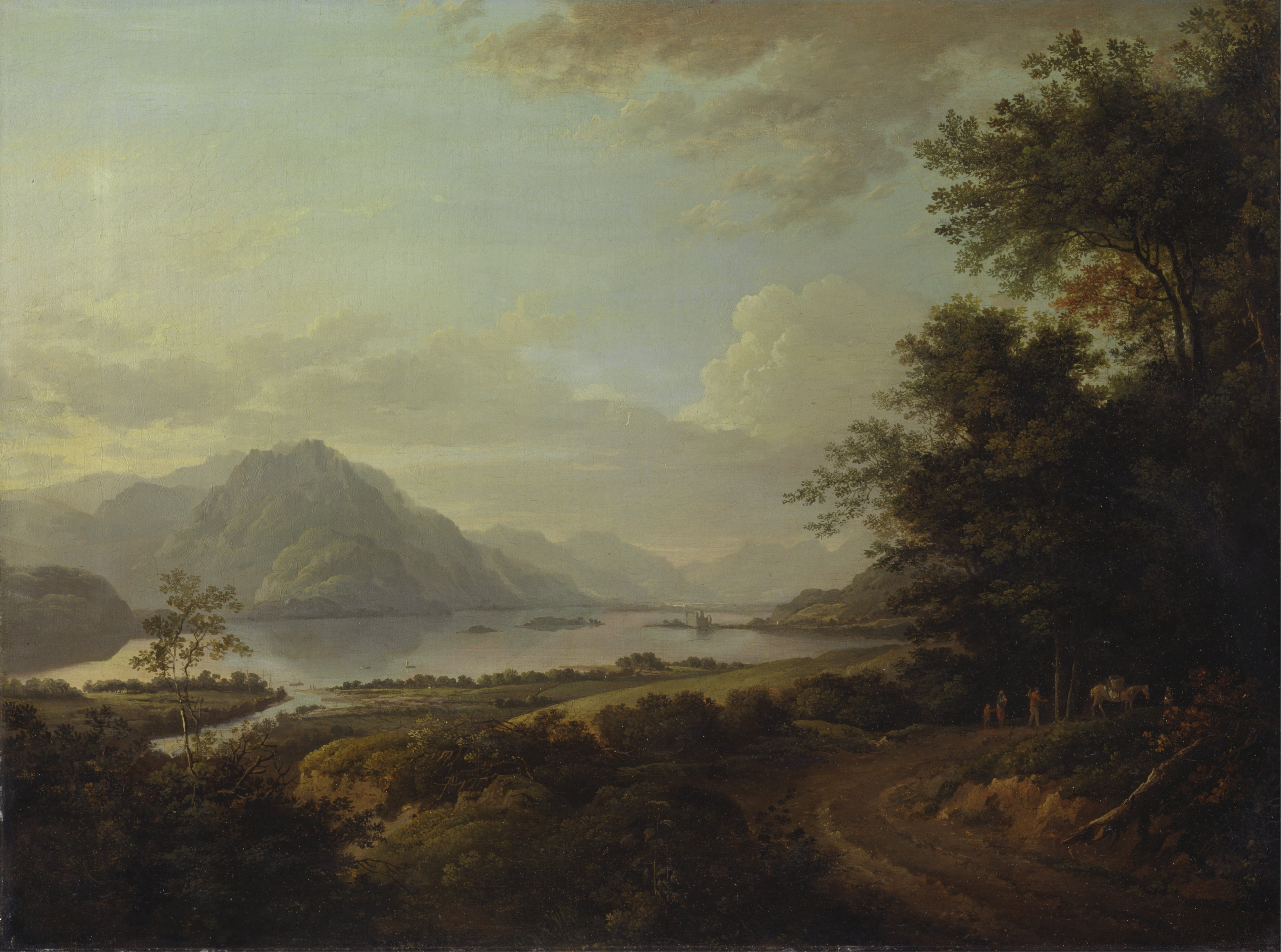
Озеро Лох-О в графстве Аргайл, Йельский центр британского искусства.
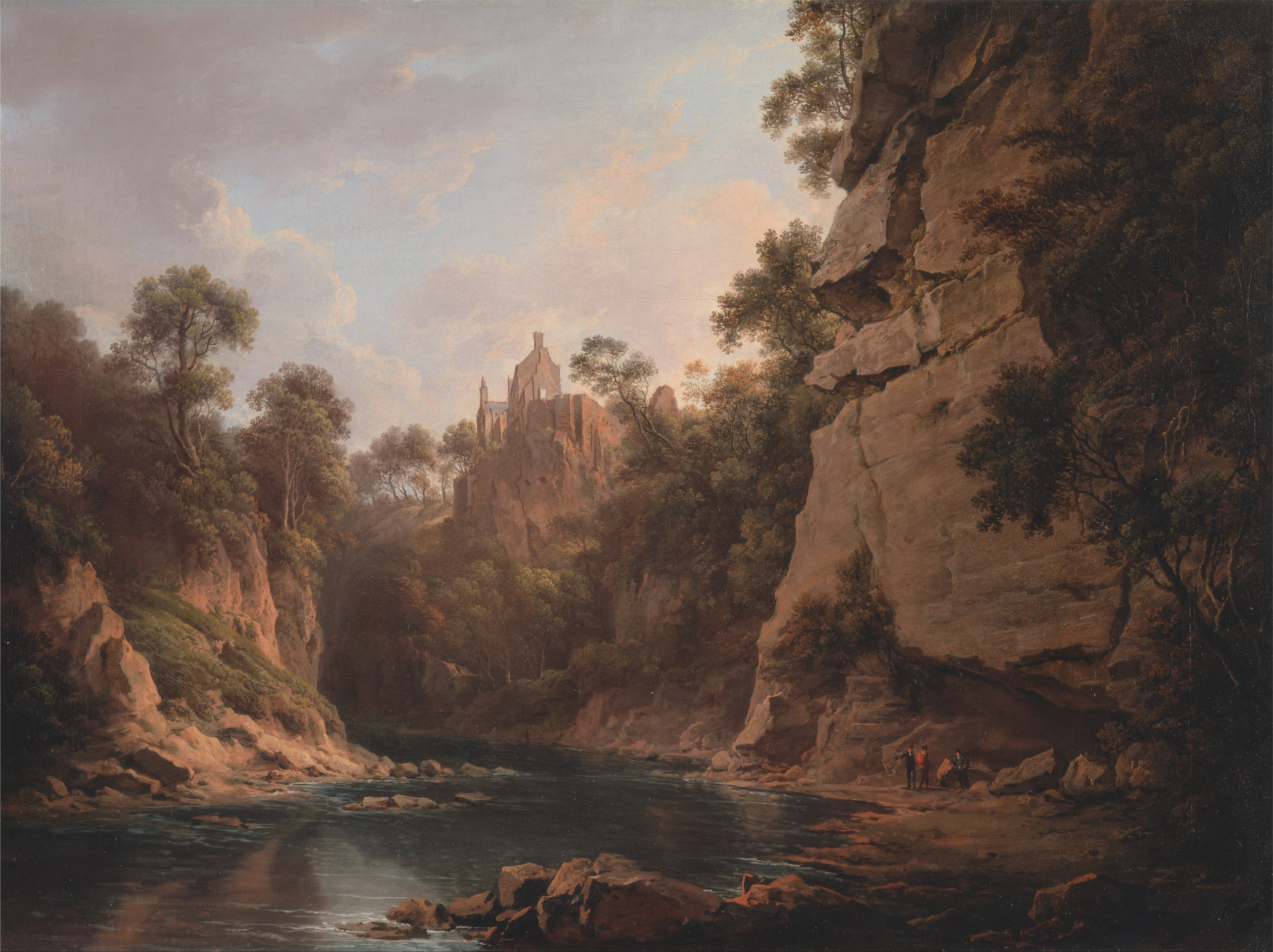
Заброшенный замок в окрестностях Эдинбурга, Йельский центр британского искусства.
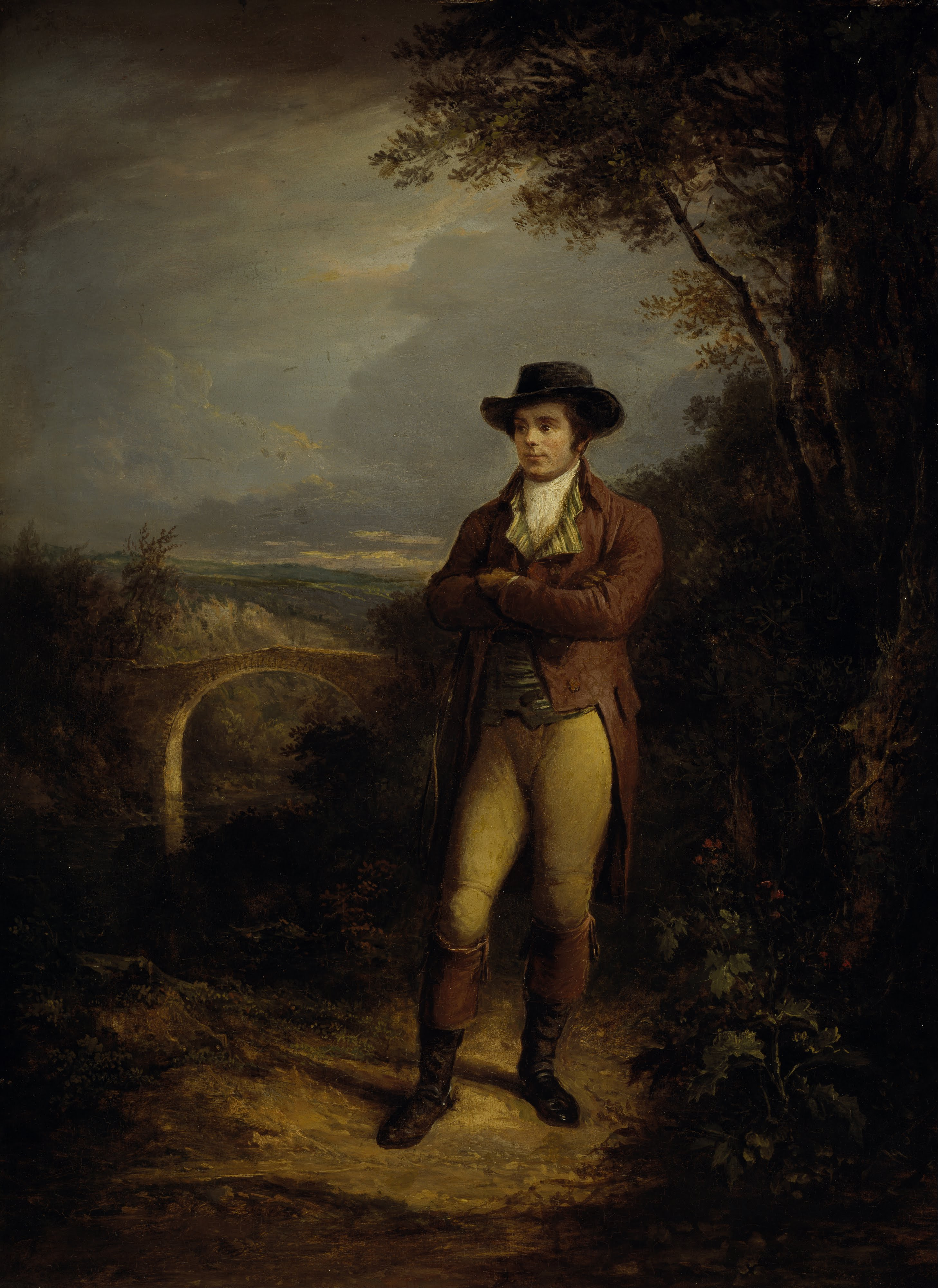
Портрет Роберта Бёрнса, НГШ, Эдинбург.
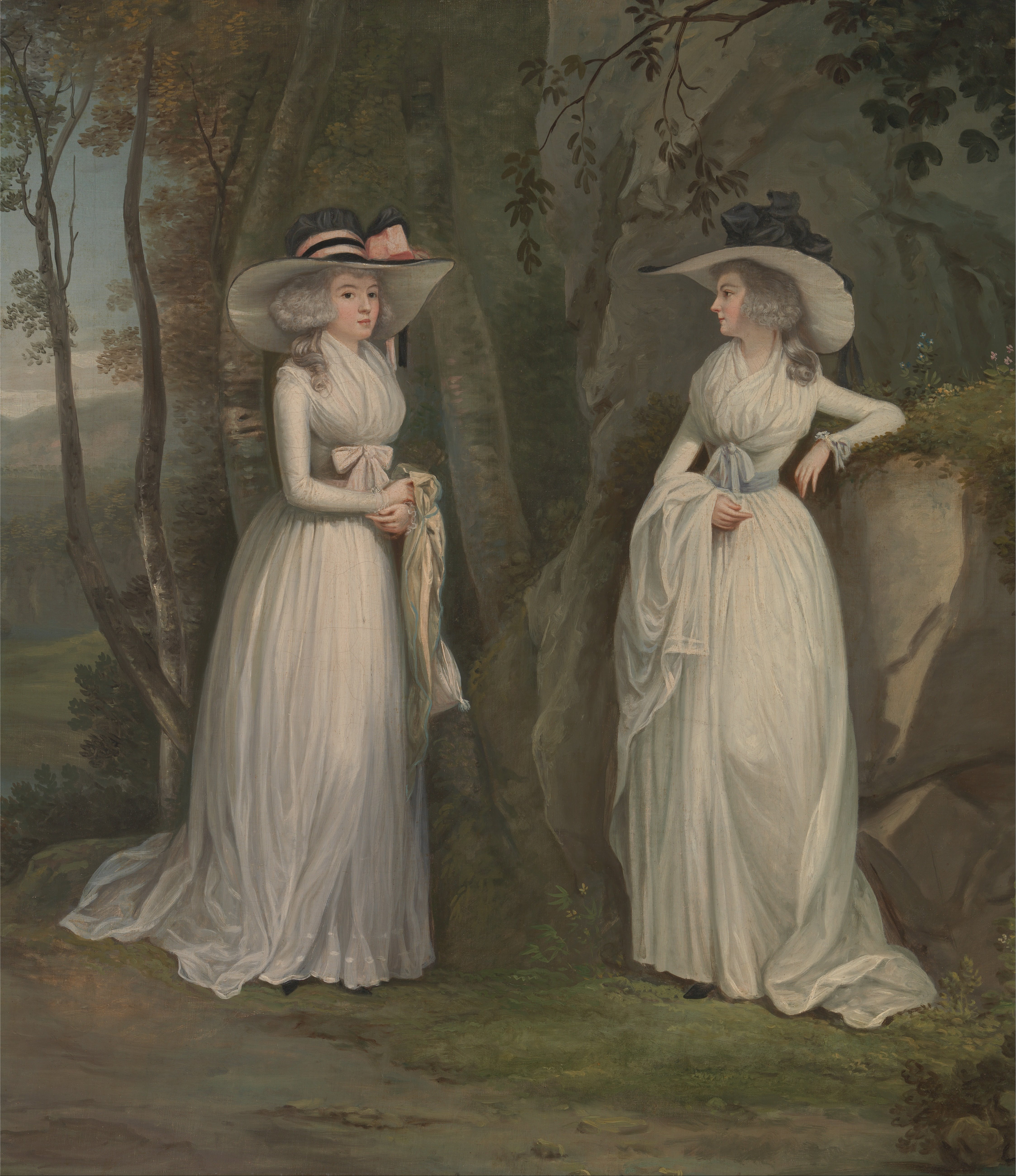
Портрет сестёр Росс, Йельский центр британского искусства.